# Кунгота (община)
Община Кунгота (словен. Občina Kungota) — одна з общин Словенії. Адміністративним центром є місто Згорня Кунгота.
Сонячні схили засаджені виноградниками і фруктовими садами, у рівнинних районах переважає рілля — все це показує, що сільське господарство є важливим напрямком діяльності общини.

## Населення
У 2011 році в общині проживало 4791 осіб, 2385 чоловіків і 2406 жінок. Чисельність економічно активного населення (за місцем проживання), 1762 осіб. Середня щомісячна чиста заробітна плата одного працівника (EUR), 879,69 (в середньому по Словенії 987.39). Приблизно кожен другий житель у громаді має автомобіль (52 автомобілі на 100 жителів). Середній вік жителів склав 41,6 роки (в середньому по Словенії 41.8).